# Steven Adler
Steven Adler, ameriški tolkalist, * 22. januar 1965, Cleveland (Ohio), ZDA. 
Poznan je po članstvu v skupini Guns N' Roses.

## Življenje
Od doma so ga nagnali pri starosti 12 let. Zaradi prepiranja in pretepanja učiteljev je bil kar devetkrat vržen iz različnih šol. 
Kot otroku so mu bili vzorniki Frankie Valli z bendom the Four Seasons (ko je bil star 5 let). Kasneje se je zgledoval po Rogerju Taylorju (Queen), Johnu Bonhamu (Led Zeppelin) in Keithu Moonu (The Who). Svoj prvi set bobnov je dobil pri starosti 18 let. Prej se je učil igrati s podrobnim opazovanjem drugih bobnarjev ter kasneje bobnal po knjigah.  
Steven je imel pri babici kitaro in sta s Slashem tja hodila igrat. Za Guns N'Roses je nehal igrati poleti leta 1990 zaradi domnevnih težav z drogami. V bend je na njegovo mesto prišel Matt Sorum.  